# Galeh Mū
Galeh Mū (persiska: گله مو) är en ort i Iran.   Den ligger i provinsen Lorestan, i den centrala delen av landet, 300 km sydväst om huvudstaden Teheran. Galeh Mū ligger 2 152 meter över havet och antalet invånare är 249.
Terrängen runt Galeh Mū är bergig åt sydväst, men åt nordost är den kuperad.Runt Galeh Mū är det glesbefolkat, med 17 invånare per kvadratkilometer. Närmaste större samhälle är Bāgh-e Laţīfān, 14,4 km norr om Galeh Mū. Trakten runt Galeh Mū består i huvudsak av gräsmarker.